# San Javier (Chile)
San Javier este un oraș și comună din provincia Linares, regiunea Maule, Chile, cu o populație de 40.189 locuitori (2012) și o suprafață de 1313,4 km2.